# Калломптон
Калломптон (англ. Cullompton) — исторический город в графстве Девон, Юго-Западная Англия.

## История
Своё название город получил от староанглийского слова «Calun-tun», что можно перевести как «Ферма Калл». Калломптон так же расположен на берегу реки Калл.
Первые упоминания о поселении относятся к временам саксонского поселения в IX веке. Город стал центром торговли и ремесел благодаря своему удобному расположению на пересечении дорог, соединяющих различные регионы Англии.
Здесь процветала ткацкая и кожевенная промышленность. В X веке был построен Калломптонский замок, который стал символом города и играл важную роль в его защите.

## Климат
Климат города относится к морскому умеренному типу, что характерно для большей части Юго-Западной Англии. Влияние Атлантического океана оказывает значительное воздействие на климат этого региона.
Летом в Калломптоне обычно прохладно и довольно сыро. Средняя температура в июле и августе колеблется от 15 °C до 20 °C.
Осенью в Калломптоне часто бывает дождливо и прохладно. Сентябрь и октябрь характеризуются постепенным снижением температуры и увеличением количества осадков. Средняя температура в сентябре составляет около 14 °C.
Зимой в Калломптоне достаточно мягко, но влажно. Средняя температура зимой варьируется от 4 °C до 8 °C. Дожди и снегопады встречаются, но обычно не остаются на долгое время из-за относительно высокой температуры.
Весной в Калломптоне начинается постепенное улучшение погоды. Март и апрель могут быть прохладными и дождливыми, но с приближением мая температура начинает повышаться, а количество солнечных дней увеличивается.
1. ↑  Parish Profiles // (unknown type) — Office for National Statistics.